# Монгуш, Мадон Балдыжыкович
Мадон Балдыжыкович Монгуш  (11 июня 1938 — 2014) — поэт, прозаик, переводчик, Заслуженный работник Республики Тыва (2006), член Союза журналистов России, член Союза писателей Республики Тыва.

## Биография
Родился 11 июня 1938 года в местечке Доргун-Белдири сумона Солчур Дзун-Хемчикского кожууна Тувинской Народной Республики в семье арата. В 1966 году, после школы в селе Хандагайты, окончил Красноярский финансово-кредитный техникум. Работал инструктором Овюрского райкома комсомола; председателем спорткомитета; главным бухгалтером в райбыткомбинате; в узле связи и в жилищно-коммунальном хозяйстве; главным ревизором райфинотдела. Большим увлечением всей жизни Мадона Балдыжыковича были шахматы. Участвовал в шахматных турнирах самых разных уровней, имел множество почетных грамот и дипломов I—III степеней по шахматам районного, городского и республиканского масштаба. С 1998 по 1992 год в Доме пионеров и школьников села Хандагайты М. Б. Монгуш был руководителем кружка по шахматам. М. Б. Монгуш отмечался Сергеем Ооржаком, Председателем Государственного Комитета по физической культуре и спорта Республики Тыва, лидером Тувинского спорта. На протяжении многих лет был участником и призером в крупнейших спортивных соревнований кожууна, отдавая всю энергию, знания и опыт, тем самым повышая престиж тувинского спорта и культуры. Его яркие, высокопрофессиональные и объективные публикации позволили большим массам подрастающего поколения узнать и стать ближе к вольной борьбе, тувинской национальной борьбе «Хуреш» и боксу, по-настоящему увлечься и достичь спортивных высот.

## Творчество
Литературную деятельность начал с 1970 года. Первая книга стихов «Монге назын» («Вечный возраст») вышла в 1986 году. Поэтическое творчество связано с родной природой. Рассказы писателя привлекают точностью передачи быта, природы, экзотичностью материала и манерой изложения. Многие стихи его стали популярными песнями в народе. Он перевел на тувинский язык сонеты Уильяма Шекспира, Сергея Есенина, Михаила Лермонтова, Афанасия Фета, Василия Чуевского, также тибетские народные сказки, которые печатались в местных газетах — «Сайыт оглунуң кайгамчык ужуралдары», «Удуп чыда каттырар оол», «Кырган кадайлыг ашак база ооң үш оглу». М. Монгуш, как писатель неоднократно участвовал в конкурсах по составлению нового текста гимна Овюрского кожууна, города Кызыла и Республики Тыва.
Умер в 2014 году.

## Награды и звания
- Член Союза журналистов России
- Член Союза писателей Республики Тыва
- Медаль «Ветеран труда»
- Почетная грамота Президента Республики Тыва
- Заслуженный работник Республики Тыва (2006)

## Семья
Мадон Монгуш — отец 5 детей, дед 17 внуков, прадед 13 правнуков. Супруга — Сандан Саяновна — ветеран труда.

## Память
В 1996 году, еще при жизни, именем писателя М. Монгуша была названа улица в с. Хандагайты Овюрского района.

## Основные публикации
- Мөңге назын (Вечный возраст): стихи, 1986
- Мадонна: стихи, 1989
- О религии (1996)
- Ынакшылдың боодал чечээ (Букет цветов любви): стихи, 2004
- Амыдырал болгаш ынакшыл (Жизнь и любовь): рассказы, 2004
- Ынакшылдың далайы: шүлүктер. — Кызыл: Тип.. КЦО «Аныяк», 2013. — 68 ар. Океан любви: стихи.
- Элезиниг ховуга өлүм: тоолдар, чечен чугаалар, очулгалар. — Кызыл: Тип. КЦО «Аныяк», — 2014. — 80 ар. Смерть в песчаной степи: рассказы, переводы.
- Дүлгээзинниг карактар: шүлүктер. — Кызыл: Тип.. «Ак-көк хемнер», 2003. — 37 ар. Тревожные глаза: стихи.
- Көк ыт чылының сарыг шажын календары: очулгалар — Кызыл: Тип.. «Чаа орук», 1994. — 41 ар. Год синей собаки по буддийскому календарю: переводы